# Ausztrál futsalválogatott
Az ausztrál-szigeteki futsalválogatott Ausztrália nemzeti csapata, amelyet az Ausztrál labdarúgó-szövetség (angolul: Football Federation Australia) irányít. 
Ausztrália 2006-ig az Óceániai Labdarúgó-szövetség tagja volt. Jelenleg az Ázsiai, azon belül pedig a Délkelet-ázsiai labdarúgó-szövetséghez tartoznak.

## Története
Futsal-világbajnokságon először 1989-ben szerepeltek. Eddig összesen hét világbajnokságon vettek részt, de a csoportkörből még nem sikerült továbbjutniuk. 
Az OFC-futsalbajnokságot öt alkalommal nyerték meg: 1992-ben, 1996-ban, 1999-ben, 2004-ben és 2013-ban. Az AFC-futsalbajnokságon először 2006-ban voltak jelen. Legjobb eredményük egy negyedik helyezés a 2012-es tornáról. 

## Eredmények

### Futsal-világbajnokság
| Év       | Eredmény      | Hely          | M             | Gy            | D             | V             | Rg            | Kg            | Gk            |
| -------- | ------------- | ------------- | ------------- | ------------- | ------------- | ------------- | ------------- | ------------- | ------------- |
| 1989     | Első forduló  | 11.           | 3             | 1             | 1             | 1             | 6             | 8             | -2            |
| 1992     | Első forduló  | 12.           | 3             | 1             | 0             | 2             | 9             | 11            | -2            |
| 1996     | Első forduló  | 15.           | 3             | 0             | 0             | 3             | 4             | 26            | -22           |
| 2000     | Első forduló  | 15.           | 3             | 0             | 0             | 3             | 3             | 22            | -19           |
| 2004     | Első forduló  | 15.           | 3             | 0             | 0             | 3             | 2             | 18            | -16           |
| 2008     | Nem jutott be | Nem jutott be | Nem jutott be | Nem jutott be | Nem jutott be | Nem jutott be | Nem jutott be | Nem jutott be | Nem jutott be |
| 2012     | Csoportkör    | 20.           | 3             | 1             | 0             | 2             | 5             | 17            | -12           |
| 2016     | Csoportkör    | 18.           | 3             | 1             | 0             | 2             | 5             | 16            | -11           |
| Összesen | Csoportkör    | 7/8           | 21            | 4             | 1             | 16            | 34            | 118           | -84           |

### OFC-futsalbajnokság
| Év       | Eredmény | Hely | M  | Gy | D | V | Rg  | Kg | Gk   |
| -------- | -------- | ---- | -- | -- | - | - | --- | -- | ---- |
| 1992     | Győztes  | 1.   | 4  | 4  | 0 | 0 | 28  | 6  | +22  |
| 1996     | Győztes  | 1.   | 6  | 6  | 0 | 0 | 69  | 8  | +61  |
| 1999     | Győztes  | 1.   | 6  | 6  | 0 | 0 | 41  | 4  | +37  |
| 2004     | Győztes  | 1.   | 5  | 5  | 0 | 0 | 20  | 0  | +20  |
| 2013     | Győztes  | 1.   | 5  | 5  | 0 | 0 | 24  | 2  | +22  |
| Összesen | 1. hely  | 5/5  | 26 | 26 | 0 | 0 | 182 | 20 | +162 |

### AFC-futsalbajnokság
| Év       | Eredmény     | Hely         | M            | Gy           | D            | V            | Rg           | Kg           | Gk           |
| -------- | ------------ | ------------ | ------------ | ------------ | ------------ | ------------ | ------------ | ------------ | ------------ |
| 2006     | Csoportkör   | 7.           | 3            | 2            | 0            | 1            | 14           | 13           | +1           |
| 2007     | Negyeddöntő  | 8.           | 4            | 1            | 1            | 2            | 6            | 13           | -7           |
| 2008     | Negyeddöntő  | 7.           | 4            | 2            | 0            | 2            | 13           | 10           | +3           |
| 2010     | Negyeddöntő  | 7.           | 4            | 2            | 0            | 2            | 15           | 20           | -5           |
| 2012     | Elődöntő     | 4.           | 6            | 3            | 0            | 3            | 12           | 19           | -12          |
| 2014     | Negyeddöntő  | 6.           | 4            | 2            | 0            | 2            | 10           | 14           | -4           |
| 2016     | Negyeddöntő  | 5.           | 6            | 4            | 0            | 2            | 17           | 16           | +1           |
| 2018     | Visszalépett | Visszalépett | Visszalépett | Visszalépett | Visszalépett | Visszalépett | Visszalépett | Visszalépett | Visszalépett |
| Összesen | 4. hely      | 7/8          | 31           | 16           | 1            | 14           | 87           | 105          | -18          |

## Külső hivatkozások
- Az Ausztrál labdarúgó-szövetség hivatalos honlapja (angol nyelven). ffa.com.au
- Futsal World Ranking (angol nyelven). futsalworldranking.be
- FIFA Futsal World Cup Overview (angol nyelven). rsssf.com
- Oceanian Futsal Championship Overview (angol nyelven). rsssf.com
- Asian Futsal Championship Overview (angol nyelven). rsssf.com